# Przepisy wymuszające swoje zastosowanie
Przepisy wymuszające swoje zastosowanie, znane też jako normy, które same określają zakres swego zastosowania – w prawie prywatnym międzynarodowym przepisy występujące obok statutu głównego. Z ich treści, funkcji i celów wynikają wskazówki co do ich zasięgu przestrzennego.